# Iveco Acco
L'IVECO ACCO est un camion porteur de gamme moyenne-lourde fabriqué par la filiale australienne du constructeur italien Iveco, Iveco Australia depuis 1972.
L'Iveco ACCO est sans doute le plus reconnaissable, et certainement l'un des plus connus des camions lourds en Australie. Cette gamme figure au catalogue depuis 1972 et a régulièrement été actualisée, techniquement et esthétiquement. C'est un camion très bien adapté aux transports de déchets, de béton et de distribution. C'est un véhicule polyvalent acceptant de nombreuses configurations qui couvrent une vaste gamme d'applications. 
Lancé en 1972 avec la cabine traditionnelle International, il hérita ensuite d'une cabine reprenant l'esthétique des IVECO EuroTech et en 2008 du Stralis

## Caractéristiques techniques
- Moteur : Cummins ISC 05 - 8,3 litres, six-cylindres common-rail
- Puissances : 260, 285 et 315 ch.
- Couple : 1 085 N m pour les versions 260/285 ch et 1 288 N m pour le 315 ch,
- Boîte de vitesses manuelle : Allison à 5, 6 ou 13 rapports,

- PTC de la gamme ACCO 2350G

- - GVM 4x2 16,5 tonnes
  - GCM 4x2 36,0 tonnes
  - GVM 6x4 24,5 tonnes
  - GCM 6x4 boîte auto 30,0 tonnes
  - GCM 6x4 boîte manuelle 42,5 tonnes
  - GVM 8x4 30,0 tonnes
  - GCM 8x4 42,5 tonnes

- DIMENSIONS (en mm)
  - Version 4x2 - empattement 3 800 - Longueur 6 200 - Diamètre de braquage : 12 900
  - Version 6x4 - Empattement : 4 200/6 000 - Longueur : 7 355/10 310 - Diamètre de braquage : 17270/21000
  - Version 8x4 - Empattement : 6 400 - Longueur : 10 310 - Diamètre de braquage : 23 490

Iveco